# كورجون الأعماق
كورجون الأعماق (الاسم العلمي:Coregonus johannae) (بالإنجليزية: Deepwater cisco)‏ هو نوع من الأسماك يتبع جنس الكورجون من فصيلة سمك السلمون.